# 電子遊戲術語列表
本列表羅列了在各類電子遊戲之中所使用的術語。這些術語在其他的領域可能有其它的涵義。

## 遊戲類型
- 電子遊戲：在電子設備平台上運行的交互游戏[1]。
- 單機遊戲（Single-player game）：一般指僅一台設備獨立運作的電子遊戲或電腦遊戲[1]。
- 網路遊戲：又稱線上遊戲[2]，簡稱網遊[1]，指通過互聯網提供的遊戲產品和服務[3]。
- 主機遊戲：以電視屏幕為顯示器，在電視上進行交互的電子遊戲[1]。
- 掌機遊戲：便攜的小型專門遊戲機上運行的電子遊戲[1]。
- 客户端网络游戏：簡稱端遊[1]，指通过客户端软件进行的网络游戏[3]。
- 家庭游戏机：提给游戏娱乐内容，以家庭成员为主要游戏对象，以家居环境为场合，以电视为输出对象的专门计算设备[3]。
- 手機遊戲：又称手持移动端游戏，简称手游，在手持移动终端上运行的电子游戏[4]。
- 网页游戏：简称页游，通过网页浏览器运行，不需要安装任何客户端软件的电子游戏[4]。
- 2D游戏：使用二维交互方式，通常无法切换视角的电子游戏[4]。
- 3D游戏：使用空间立体技术实现操作的电子游戏[4]。
- 3A游戏：高成本、高体量和高质量的电子游戏[4]。
- 回合制游戏：游戏角色在游戏中相互交替操作的电子游戏[4]。
- 即时制游戏：游戏参与者在游戏中各自操作，结果即时展现的电子游戏[4]。
- 動作遊戲（Action Game，簡稱ACT）：玩家控制的遊戲角色，能做出移動、攻擊、閃避等反應動作，強調玩家的反應能力和手眼協調能力的電子遊戲[4]。
- 競技遊戲：在遊戲平台上的對戰遊戲，如射擊、策略等電子遊戲[4]。
- 射擊遊戲（Shooting Game，簡稱STG）：以精準射擊為核心玩法，強調利用「射擊」完成目標的動作遊戲[4]。
- 格鬥遊戲（Fighting Game，簡稱FTG）：以格鬥技巧擊敗對手獲勝的動作遊戲[4]。
- 冒險遊戲（Adventure Game，簡稱AVG）：以虛構的冒險為故事背景和情節，結合解密、探索、動作等多種玩法的電子遊戲[4]。
- 模擬遊戲（Simulation Game，簡稱SLG）：通過模仿現實的各種形式，提高玩家的熟練度、分析及預測能力的電子遊戲[5]。
- 模拟经营游戏：遊戲中玩家扮演管理者，在虛擬世界中進行經營管理的模拟游戏[5]。
- 模拟养成游戏（Education Simulation Game）：玩家在遊戲中培養特定對象（人或動物），從中獲得成就感的模拟游戏[5]。
- 模拟飞行游戏：还原真实飞行操作的模拟游戏[5]。
- 策略游戏（Strategy Game，簡稱SG）：運用戰術或策略，以各種形式獲勝的電子遊戲[5]。
- 即時策略游戏：運用戰術或策略，進行實時戰鬥的策略遊戲[5]。
- MOBA遊戲（Multiplayer Online Battle Arena Game，簡稱MOBA）：多人在线战术竞技游戏[5]。
- 即时战术游戏（Real-time Tactics Game，簡稱RTT）：玩家以实时的方式在模拟战场上进行战术指挥的电子游戏，通常只关注战役胜利，没有建筑和单位生产[5]。
- 角色扮演遊戲（Role-Playing Game，簡稱RPG）：遊戲中玩家扮演一個或多個角色，在虛擬世界中活動的電子遊戲[5]。
- 動作角色扮演遊戲（Action Role-Playing Game，簡稱ARPG）：引入大量動作體驗與表現的角色扮演遊戲[5]。
- 策略角色扮演游戏（Strategy Role-Playing Game，簡稱SRPG）：有战术性的角色扮演游戏，通常为战棋类[5]。
- 大型多人線上角色扮演遊戲（Massively multiplayer online role-playing games，簡稱MMORPG）：网络游戏的服务器可供大量玩家（1000人以上）同时在线的角色扮演游戏，游戏中虚拟世界就算玩家没有进入也会在游戏运营商的服务器中不断演进[5]。
- 塔防游戏：在游戏的场地地图中建筑炮塔或類似建築，以阻止敵人進攻的策略遊戲[5]。
- 音乐游戏：玩家配合音樂節奏進行操作和反應的電子遊戲[5]。
- 體育運動遊戲（Sport Game，簡稱SPG）：以體育活動為主題的電子遊戲[6]。
- 賽車競速遊戲（Race Game，簡稱RAG）：在電子設備上模擬各類賽車運動的體育運動遊戲[6]。
- 跑酷遊戲（Parkour Game，Endless Runner Game，簡稱ERG）：玩家控制角色向前奔跑到達終點的體育運動遊戲，遊玩過程中角色需要攀爬、跳躍、穿越障礙和獲得獎勵[6]。
- 卡牌遊戲（Card Game，簡稱CAG）：以卡牌為載體，玩家控制角色以卡牌戰鬥模式進行的電子遊戲[6]。
- 棋牌遊戲：改編自傳統棋盤和牌類活動的電子遊戲[6]。
- 卡组构建游戏（Deck Building Game，簡稱DBG）：玩家在卡组构建后进行冒险对战的卡牌游戏，广义上包括集换式卡牌游戏[6]。
- 集换式卡牌游戏（Trading Card Game，Collectable Card Game，簡稱TCG或CCG）：玩家通過購置的基礎卡包和額外隨機卡牌和擴充牌庫，然後按照特定遊戲規則進行卡牌對戰的卡牌遊戲[6]。
- 沙盒遊戲：以創造性為玩法核心，玩家可以利用遊戲中提供的元素，在遊戲允許的範圍中改變或者創造虛擬世界的電子遊戲[6]。
- 生存遊戲：通常以讓遊戲中控制角色存活為玩法核心，玩家在具有挑戰性的環境中，以有限資源完成各類任務並讓角色存活的電子遊戲[6]。
- 放置遊戲：不需要即時操作，遊戲會根據系統的自主運行並得出結果的電子遊戲[6]。
- 捕魚遊戲（英语：Fishing video game）：捕魚題材的電子遊戲，通常以深海和河流為背景[6]。
- 塗色遊戲：玩家對遊戲色塊進行顏色填充的電子遊戲[6]。
- 換裝遊戲：玩家對遊戲中角色進行化妝、更換服飾、設計髮型等操作的電子遊戲[7]。
- 消除遊戲：在規則下，將一定數量相同的遊戲元素彼此相鄰配對，全部消除獲得勝利的電子遊戲[7]。
- 戀愛遊戲（Love Game，簡稱LVG）：玩家控制角色模擬戀愛行為的電子遊戲[7]。
- 益智遊戲（Educatonal Game，Puzzle Game，簡稱PUZ）：以遊戲形式鍛煉腦、眼、手，鍛煉玩家的邏輯能力和敏捷能力的電子遊戲[7]。
- 解谜游戏（Puzzle Adventure Game，簡稱PZL）：玩家需要分析和處理遊戲中出現的信息和情節，發掘線索解決各類謎題的益智遊戲[7]。
- 自走棋遊戲（Auto Chess，簡稱AC）：玩家通過搭建個人局內經濟體系，使用英雄角色進行對戰的益智遊戲，遊戲具有全隨機自動戰鬥的特點，通常玩家只需考慮英雄角色的陣容和出戰時機，沒有多餘的操作[7]。
- 嚴肅遊戲：又名為功能遊戲，遊戲內容以解決現實社會或行業問題為主要目標，具有跨界性、多元性和場景化的特徵，而且對學習知識、激發創意、模擬管理、訓練技能、培養良好品質等方面有明顯作用的電子遊戲[7]。
- 文字遊戲：以文字和圖畫為載體，有一定規則約束的電子遊戲[7]。
- H5遊戲（HTML5 Game）：利用HTML技術開發的，能在網頁互動和跨平台訪問的電子遊戲[7]。
- VR遊戲（英语：Virtual reality game）：利用虚拟现实設備體和技術製作的虛擬世界，玩家能使用設備身臨其境體驗的電子遊戲[7]。
- AR遊戲：利用擴增實境技術，將遊戲內容和現實結合的電子遊戲[7]。
- 云游戏：以云计算技术为基础的在线游戏，游戏在云端服务器运作，服务器负责游戏场景渲染为视频音频流，通过网络传输给玩家游戏终端[7]。

## 遊戲製作
- 游戏策划（Game Design，簡稱GD）：負責遊戲背景故事，遊戲規則和設計遊戲世界細節等行為[8]。
- 游戏引擎：已编写的可编辑游戏系统或交互式图像应用程序的核心组件[8]。
- 游戏模型：可以指将游戏内的场景、角色和道具按比例制作成的物件，也可以指游戏设计师在游戏设计的场景等模型[8]。
- 遊戲模組（Modifications，簡稱MOD）：游戏中可以修改或增强的程序。内容通常是将游戏中既有的道具、角色、事物、模式、故事剧情等进行修改，或者加入新的道具或者事物[8]。
- 游戏平衡性（Game Balance）：确保游戏符合设定的体验目标，系统规模和复杂程度满足预期效果，同时系统中的元素可以正常协作，不会有在预料之外[8]。
- 游戏场景：指游戏中的环境，由建筑、机械、道具、树木、天空、武器道具和角色等元素组成的虚拟空间[8]。
- 遊戲地圖：游戏中的场景缩略图，会显示出场景元素，还有角色可移动或不可移动的地区[9]。
  - 小地圖：是一個小型的地圖，通常置於電子遊戲螢幕邊角，輔助玩家確定他們在遊戲世界中位置。
- 游戏音效：游戏中发生特定行为或进行特定操作时播放的效果音乐[9]。
- 游戏原画：根据游戏策划文案，设计出符合文案设定的美术素材[9]。
- 游戏原型：可玩或仅展示某一部分核心玩法和功能的游戏版本[9]。
- 游戏重制：将较早或过去曾经发行的电子游戏重新制作，使其适应新的硬件设备和软件技术的行为[9]。
- 游戏程序脚本：使用开发语言编写的一段游戏程序[9]。
- 游戏辅助工具：通过模拟键盘鼠标动作等手段，帮助玩家实现游戏操作的合法工具软件[9]。
- 编辑器：游戏开发人员用来进行游戏内容生产的工具，包括关卡编辑器、角色编辑器、事件编辑器等[9]。
- 本地化：对境外引进或输出的游戏进行加工，使其满足当地市场对政策、法规、文化、语言和功能等特殊需求[10]。
- 多细节层次（levels of detail，簡稱LOD）：根据物件模型的节点再显示环境中的位置和重要成都，决定物件渲染的资源分配，降低不重要物件的面数和细节，从而获得高效率的渲染运算[10]。
- 方框透视：利用第三方程序，描绘出障碍物后的其他玩家轮廓，以得知其他玩家位置[10]。
- 关键帧制作法：先确认几个关键帧，再补充中间帧的一种动画制作方式[10]。
- 行为树（behavior tree）：通过树状结构来表达对象在不同状态下的决策和行为，主要用于游戏中的AI[10]。
  - 對話樹：是許多遊戲[11][12][13]中使用的遊戲機制。當玩家與非玩家角色互動時，玩家需要從數個預設的選項中選擇要「說」什麼，直到對話結束[14]。視覺小說和戀愛模擬遊戲等某些遊戲幾乎完全以此機制為核心[15]。
- 环境光遮蔽（ambient occlusion，簡稱AO）：描绘物件之间相交或靠近时，遮挡周围漫反射光线的效果[10]。
- 着色器：实现图像渲染的可编辑程序，用于处理图像的光照、亮度和颜色等[10]。
- 立绘：一种背景透明的游戏角色画像，在游戏制作中使用[10]。
- 全動態影像（full-motion video，簡稱FWV）：电子游戏中以预先录制的视频文件展示游戏剧情的叙述方式[10]。
- 全局光照（global illumination，簡稱GI）：三维引擎中实现色彩、物件间相互作用的反射、折射、聚焦等综合光照效果[10]。
- 实时渲染：图形数据的实时计算和输出[10]。
- 基于物理渲染（英语：Physically based rendering）（physically based rendering，簡稱PBR）：一种基于简化的物理常识的实时材质渲染技术，用于更精准描述光与物体表面之间的作用效果[16]。
- 3D贴图：将材质平面图覆盖在立体模型上的过程[16]。
- 虚拟摇杆：在移动游戏中通过程序模拟出克触屏操控的摇杆[16]。
- 图元（primitive）：游戏中使用的可以高速显示的小图像[16]。
- 拖尾（trail）：游戏内拖动物件时产生的诡计效果[16]。
- 无缝地图：切换场景时没有载入时间的地图[16]。
- 卷轴：游戏画面不断向某个方向滚动的关卡模式[16]。
- 同人数：游戏视觉画面中同时显示的用户角色数量[16]。
- 空气墙：游戏中透明的屏障，视觉上看似可以通过，但是角色的行动被阻碍[16]。
- 遊戲視覺：又名攝像機視角，指玩家觀看遊戲內容的角度[17]。
- 第一人稱視覺（First Person Perspective，簡稱FPP）：屏幕上不直接出現角色，遊戲視覺為主角的視野範圍[17]。
- 第三人稱視覺（Third Person Perspective，簡稱TPP）：遊戲視覺為第三者的視野範圍[17]。
- 云游戏串流：云游戏场景下将音频数据使用传输协议进行封装，变成流数据方式转送给用户[18]。
- 云游戏视频编码：通过压缩技术，在云端将云游戏原始视频格式文件转换成另一个视频格式文件的方式[18]。
- lag：指延遲，是指顯示器的畫面相較其它正常運作的顯示器來得延後，原因可能出在伺服器端或客戶端，在線上遊戲或單機遊戲中都可能發生。
- 刷新率（Refresh rate）：指帧数的變換頻率。
- 分割畫面：分割畫面是一種顯示技術，將螢幕劃分成數個相鄰的矩形小螢幕，用以同時顯示多個畫面。
- 紋理濾波（Texture filtering），或稱紋理過濾。出現在3D遊戲的顯示設定。會影響3D顯示時的效能與畫面的精緻度。

## 遊戲設備

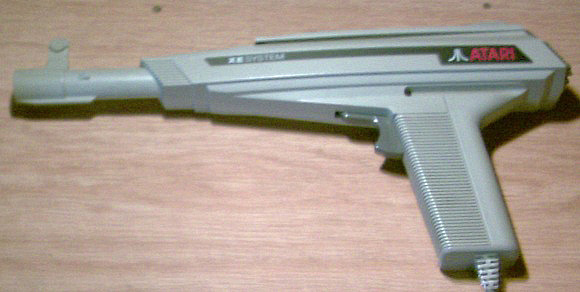
槍械造型的輸入裝置：光線槍

- 微型遊戲機：是一種電子遊戲控制器，許多此類型的控制器是基於Android系統的低成本遊戲控制器。
- 電子遊樂器：是使用遊戲軟體進行玩樂的機器。依照體積和使用方式的不同，又分為家用遊戲機及掌上遊戲機。
- 掌上遊戲機：簡稱掌機，指方便攜帶的小型專門遊戲機，它可以隨時隨地啟動電動遊戲軟體。
- 街機：是放置於公共娛樂場所營業的遊戲機，最早的街機雛型於1971年誕生在美國的電腦實驗室中，當時常放置於酒吧內。
- 游戏服务器端（Game Server）：安装在服务器上，能处理多个客户端的网络请求数据中转、验证存储等功能的程序[9]。
- 游戏客户端：安装在用户本地电脑的游戏程序，可与游戏服务器端程序配合运作[9]。
- 游戏终端：网络游戏的操作和输入/输出设备[9]。
- 游戏手柄：游戏的输入控制器，一般包含方向键和功能键的装置[9]。
- 十字鍵：又稱方向鍵，是用於控制上、下、左、右這四個方向的十字形按鍵，不存在中間方向。
- 光線槍：是用於射擊類電子遊戲的槍械造型的輸入裝置。
- 搖桿：由基座和固定在上面作為樞軸的主搖桿組成的輸入設備。
- WASD：是傳統QWERTY鍵盤上的四個按鍵，位於鍵盤的左側。四個按鍵在第一人稱射擊遊戲上通常作為控制玩家角色的移動[19]。

## 遊戲機制

### 角色机制
- 遊戲技能：遊戲角色通過某種方式獲得的能力，能力的類型有攻擊、防禦和輔助等[20]。
- 主動技能：遊戲角色或寵物坐騎等掌握的需要玩家主動操作才能釋放的能力[20]。
- 被動技能：遊戲角色或寵物坐騎等掌握的不需要玩家主動操作就能自動釋放的能力[20]。
- 控制技能：限制角色移動、技能釋放、技能效果、道具使用等的能力[20]。
- 召喚技能：可以召喚其他角色或道具等的能力[20]。
- 治療技能：遊戲中可以增加生命值的能力[20]。
- 職業技能：根據角色自身職業[20]。
- 範圍技能（area of effect，簡稱AOE）：遊戲中在特定的範圍內，有效並作用於多個目標的技能[20]。
- 絕招：角色的特殊強力攻擊技能[20]。
- 技能前搖：角色在釋放技能到技能效果生效的過程動作[20]。
- 技能後搖：角色釋放技能效果生效到技能完全結束的過程動作[20]。
- 施法時間：從開始釋放技能到技能生效或結束所消耗的時間[20]。
- 機率限制：使用此機制的技能在使用時具有隨機性，威力較低的技能使用成功的機率通常較高，而威力較高的技能使用成功的機率通常較低。
- 屬性限制：將技能區分為兩個以上的屬性，不同屬性間有著互相剋制的關係。例如在《精靈寶可夢》系列中，以水屬性的技能攻擊火屬性的對手，效果是原本的兩倍。
- 科技樹：是一項將玩家在升級時可以採取的選擇以圖像呈現的表現方式，由於通常以樹狀結構來呈獻，因此稱為科技樹[21]。當遊戲的設計允許玩家在分配資源時做出一個以上的選擇時，便可以使用科技樹。科技樹中的選項會被歸類於數個層級，玩家通常會從最初級開始，並且只能做出較少的選擇，在玩家的技術提升、或在遊戲中達到某個成就後，便可以鑽研較高級別的選項，同時也可能會關閉通往其它選項的路徑。當此機制用於學習技能時，又稱為技能樹。
- 遊戲角色屬性：角色的相關能力值，包括生命、經驗、攻擊、防禦等[22]。
- 生命值（Health Point、Hit Point，簡稱HP）：又名血量，人物或作戰單位的生命數值[22]。
- 魔法值（Magic Point、Mana Point，簡稱MP ）：遊戲中角色是有魔法能量的量化數值[22]。
- 經驗值（Experience point，簡稱EXP）：角色通過完成遊戲事件，獲得用於提升等級的分數[22]。
- 技能點（Skill point、spell point，簡稱SP）：遊戲中用於換取新技能或提升技能等級的分值[22]。
- 戰鬥力（Combat Power）：又稱戰力，是綜合玩家表現計算處理的數值[22]。
- 普通攻擊：遊戲中一些基本攻擊[22]。
- 物理攻擊：遊戲中利用肢體、器械等造成傷害的攻擊[22]。
- 魔法攻擊（Magical attack，簡稱MATK）：又名法術攻擊，遊戲中運用超自然力量對敵人造成傷害[22]。
- 彈道：遊戲中武器裝備射擊或玩家技能的飛行軌跡[22]。
- 攻擊判定：動作、射擊、格鬥遊戲中，由系統識別一個攻擊是否有效的判定[22]。當單位攻擊時，會產生一個判定框，當攻擊目標的坐標在判定框的範圍內時，攻擊判定為有效，反之無效。
- 暴擊：傷害數值高於正常值的攻擊[22]。
- 格擋：阻擋敵人的攻擊，使自身不受到傷害或減少傷害的行為[23]。
- 冷卻時間（Cool Down，簡稱CD）：遊戲中持續使用虛擬物品或技能釋放所必須的間隔時間[23]。
- 公共冷卻時間（Global Cool Down，簡稱GCD）：同一類或所有物品或技能共享的冷卻時間[23]。
- 持續施法（coutinuous casting）：角色持續維持技能效果[23]。
- 持續治疗（heal over time，簡稱HOT）：一段時間持續內對目標進行治療[23]。
- 物理傷害：由物理性攻擊造成的傷害[23]。
- 魔法傷害：由魔法攻擊造成的傷害[23]。
- 屬性傷害：由遊戲定義的屬性相互作用造成的傷害[23]。
- 友軍傷害：由隊友攻擊造成的傷害[23]。
- 持續傷害（damage over time，簡稱DOT）：在一段時間內持續對目標造成傷害[23]。
- 傷害反彈：遊戲中角色對目標造成傷害的同時受到傷害的現象[23]。
- 護甲（armor class，簡稱AC）：用於減免玩家所受傷害的屬性值，通常只能減免物理傷害[23]。
- 物理防御力（physical defense，簡稱DEF）：對物理攻擊的防禦值[23]。
- 魔法防御力（magic defense，簡稱MDEF）：又稱魔防力，指對各種魔法攻擊的防禦能力值[23]。
- 魔法抗性（magic resistance，簡稱MR）：又稱魔抗，指可以減少魔法傷害的屬性[24]。
- 魔法強度（abiity power，簡稱AP）：又稱法術強度，指魔法技能的傷害加成[24]。
- 體力值：限制玩家遊戲行為次數的屬性值[24]。
- 疲勞值：遊戲玩家操作遊戲的時間度量，到一定數值時，遊戲會無法進行操作，需要等待一段時間恢復[24]。
- 耐久度：遊戲道具的使用時消耗的數值[24]。
- 招募：玩家在遊戲中通過一定方式獲得新角色後隊友[24]。
- 加點：指玩家為角色分配屬性點、技能點的行為[25]。
- 強化：指玩家提升角色或虛擬物品的某些數值的行為[25]。
- 裝備：遊戲中可以裝配的一系列物品，通常能直接或間接影響到相關角色的屬性數值和戰鬥力，部分會有特殊的效果[25]。
- 裝備品質：遊戲中對裝備的分級設計體系，通常根據裝備影響角色屬性強弱或效果分級，如普通裝備、精品裝備、稀有裝備、史詩裝備、傳說裝備等[25]。
- 裝備強化：消耗某些材料或遊戲幣，使裝備性能升級的手段[25]。
- 增益狀態（buff）：遊戲角色屬性被增強的狀態[25]。
- 減益狀態（de-buff）：遊戲角色屬性被減弱的狀態[25]。
- 物理免疫：遊戲中完全不受物理攻擊傷害的狀態[25]。
- 魔法免疫：遊戲中完全不受魔法攻擊傷害的狀態[25]。
- 光環：一種被動技能，技能效果會在釋放技能單位和技能有效範圍內單位上生效[25]。
- 硬直：又名受擊硬直，角色在命中敵人或被攻擊命中時產生的動作停頓[25]。
- 無敵：遊戲中完全免疫攻擊和控制的狀態[25]。
- 霸體：遊戲中免疫位移和控制的狀態[25]。
- 眩暈：一種持續一段時間的狀態，期間角色無法進行任何操作並會播放眩暈動作和光效[18]。
- 隱身：遊戲中角色對非友方不可見的一種狀態[18]。
- 地图炮：最早源于游戏超級機器人大戰系列的攻击方式，指在本机周边的一定范围内，不分敌我地进行攻击。引申为无差别群体性（例如针对特定地域的人（地域歧视））攻击的意思。

### 角色類型
- 玩家：游戏的参与者或者游戏用户[16]。
- 隊伍 (遊戲)（英语：Party (role-playing games)）：指多名角色組成的團隊。在一部份的單機角色扮演遊戲中，玩家允許同時控制多名角色，則該群角色稱為隊伍；在戰略遊戲中，玩家可以透過將多個單位編輯成一個隊伍，以便同時操控多個單位；在線上遊戲中，是指由多名玩家各自的角色所組成的團隊。
  - 親友團：指線上遊戲的隊伍中，角色所屬的玩家在現實裡是互相認識的親友。相對於此，互不認識的玩家的角色所組成的隊伍稱為路人團。
- 公會：游戏中的玩家组成的组织，有特定的名称和标识，是为了实现一定目标而集合，具有一定共同利益的群体[16]。公會成員可以在其中享受較非公會成員更多的遊戲內容，或是在遊戲中享有優惠，例如可以以較低的價格購買物品、可以獲得較多的經驗點、可以享有公會專屬的地圖和倉庫。每個遊戲中的公會都有不同的組成方式，但程序通常比隊伍來得複雜。
- 非玩家角色（non-player character，簡稱NPC）：除玩家控制角色之外的所有遊戲角色的總稱[16]。
- 游戏宠物：属于某个玩家，可以培养的一种受系统程序和玩家共同控制的角色[16]。
- Bot：仿佛玩家操作实际是由电脑操作的玩家角色，一般任务如，使用玩家角色和玩家进行较公平对战、玩家掉线临时由电脑托管，等。Bot和NPC都属于游戏AI，但由于Bot目标是模拟真实人类操作，一般不希望明显看出是电脑操作，而NPC则允许看出，故Bot比NPC更难实现，需更复杂的AI机制甚至是深度学习。
  - 怪物（mob）：或稱怪物（monster）是遊戲中與玩家作對的NPC。通常是指使用相同模組構成、數量較多且沒有複雜行為的NPC。通常玩家角色可藉由殺死怪物獲得經驗值、虛擬貨幣、以及其他各種報酬。
  - 精英怪：擁有更強屬性和特殊技能的怪物角色[26]。
  - 頭目（Boss）：又稱王。指遊戲中一個較嘍囉更為強大的怪物，通常具有獨特的外型、能力和行動方式，可能會被安排在關卡的最後、玩家必須擊敗頭目以便通過關卡，而擊敗最終頭目（Lass boss）則表示遊戲通關。通常、頭目會比嘍囉更難對付，但擊敗後可以獲得較多的獎勵。
  - 掉落：遊戲中擊敗敵人或怪物後掉落的戰利品[26]。
- GM：（Game Master），最初是指主持桌上角色扮演遊戲的主持人，在線上遊戲普及後，也可指在線上遊戲中負責監管玩家行為並維護遊戲環境的負責人。
  - 巫師：特指MUD遊戲中的管理者或內容創作者。
- 召喚獸：因為任何原因而被召喚至任何地點的非人類生物的總稱。
- 戰鬥單位：是指戰略遊戲中能夠接到決策的基本單位。例如象棋中的棋子、紅色警戒系列的角色譚雅。戰鬥單位有時是特指可移動的、具備戰鬥或其他功能的單位，與不能移動的、用來生產戰鬥單位或者研發科技的「建築」相對。
- 物理输出核心（Attack Damage Carry，簡稱ADC）：MOBA類遊戲的選手定位之一，用普通攻擊造成持續傷害輸出，並避免輸出空窗期[27]。
- 爆发输出：短時間內通過物理、法術或道具造成大量傷害的輸出手段[27]。
- 核心位（Carry）：遊戲中擔任主力的角色[27]。
- 游走位（Ganker，Roamer）：遊戲中通過遊走支援控制戰局節奏的角色[27]。
- 輔助位（Support）：遊戲中擔任輔助支援團隊的角色[27]。
- 坦克（Tank）：簡稱坦，或稱肉盾。坦克將敵方的攻擊或注意力導向自己，以保護友方單位，由於需要承受大量的傷害，因此通常具有較多的生命或較高的防禦能力，並且需依靠友方單位的治癒能力或自己的再生能力[28]。另外有区分主坦（Main Tank，又稱MT）和副坦（Secondary Tank，又稱ST）代表负责职责的主次地位。此外，坦職依角色屬性與裝備屬性，又分成血多、防高、高迴避這三大類。
- 補師（Assistant）：或稱奶媽。指對戰遊戲中負責治療的角色，主要的功用是延緩角色的死亡。能恢復友方角色的生命、解除友方角色受到的負面效果或是復活友方角色[29]。在奇幻作品中，補師可能是魔法師、薩滿、德魯伊；在寫實作品中，補師可能是醫生、醫護兵；在科幻作品中，補師可能是修理工、技師。
- 法師（Mage）：施法者是角色扮演遊戲中一種常見的角色類型，源自於奇幻中魔法師和民間傳說中的魔法，在遊戲中、這類角色具有施放魔法的能力，可以透過使用消耗品來施放。這類角色通常沒有、或很少有直接攻擊的手段，必須依賴魔法來與敵方角色對抗，他們的生命值通常較少，抵抗手段也少，但能向敵方角色輸出大量的傷害，因此又被稱為「玻璃大砲」。
- 射手：泛指任何持遠程武器、並具有遠程攻擊能力的角色類型，主要依賴普通攻擊而不是技能。可以是弓箭手、火槍手或砲手。
- 控場（Crowd control）：又稱CC，是指控制一定數量的嘍囉的能力[30]，也可用來指控制其它角色行動的能力，例如使敵方單位暫時無法行動。控場能力運用得當、可以讓對手的行動受阻。

### 角色職業
角色職業是具對戰性質的遊戲中一種將角色分類的設計，不同職業類別的角色具有不同的特性。此設計常見於角色扮演遊戲。
- 初心者：有些角色扮演遊戲在建立遊戲角色時，不預先選擇角色的職業，而是讓玩家先學習使用遊戲的操作方法，等角色到一定等級後再選擇職業。
- 冒險者(Adventurer)：冒險者在角色扮演遊戲中是一個常見的形象，他們透過冒險來賺取財富和聲譽，進行危險的任務、探險遺址、與怪物搏鬥。
- 戰士（Warrior）：或稱劍士、鬥士（Fighter）或騎士（Knight），是專精於物理戰鬥的戰鬥員，穿著盔甲、手持兵器和敵人戰鬥。
- 聖騎士（Paladin）：是一個守秩序、善良的戰士，擅長戰鬥和治療，但戰鬥能力通常不如戰士、治療能力通常低於牧師。
- 蠻族（Barbarian）：或稱野蠻人、狂戰士。通常擅長近身戰鬥，具有較高的力量和較多的生命，擅長運用武器。部份蠻族職業使用怒氣系統。
- 遊俠（Ranger）：又稱巡林客，擅長追蹤和野外求生，專精於對抗某些特定的種族。
- 法師（Wizard/mage）：掌握了威力強大的法術、並以較低的生命值做為平衡。
- 死靈法師（Necromancer）：能操控諸如骷髏、幽靈、殭屍等傳說不死生物，或使用詛咒、蠱毒等巫術的法師。
- 牧師（Cleric）：信奉特定神祇的人，通常是治療者，能治療和保護隊友、復活死者以及驅邪。
- 德魯伊（Druid）：使用自然的能量，並努力保護自然避免文明的侵擾。通常具有治療能力、能控制天氣和植物、召喚動物盟友、變身成動物。
- 武僧（Monk）：懂得武術和治療，並且能使用一些具有東方元素的能力，例如氣功、業力。
- 薩滿（Shaman）：通常能使用基於靈魂的法術，涉及治療和提升盟友的能力，減損敵人的能力。
- 刺客（Assassin）：通常負責攻擊對手但不進行長期近身戰鬥，並可以在短時間內造成巨大傷害。
- 獵人（Hunter）：或稱弓箭手，擅長弓或弩等遠距離武器，通常有狼、鷹等生物作為夥伴。
- 工匠(Smith)：專精於生產技能的職業，包括鍛造盔甲、調配藥水、鑲嵌寶石等。在部份遊戲中，這些生產技能會被歸類為所有職業共有的能力。
- 吟遊詩人（Bard）：吟遊詩人通常擅長音樂而且多才多藝，並通曉各地的風俗或傳說。
- 盜賊（Thief）：通常是靈巧的角色，傾向躲避攻擊而非承受傷害，能開鎖、解除陷阱、擔任間諜、竊盜、偷襲等。不遵守規則和道德。

### 道具
- 道具：游戏中玩家使用的物品[31]。
- 绑定道具：游戏中专属于某个账号或角色的物品，不能再账户或角色间流通[31]。
- 坐騎、載具：幫助玩家在各個關卡、地圖和劇情中移動的互动角色或道具[17]。
- 消耗品：遊戲中有使用次數限制的物品[17]。玩家在使用某項技能或能力時，必須消耗遊戲角色的能量或物品，當玩家沒有該能量或物品時，技能不能使用。類似於現實的槍械與子彈，槍械每一次擊發都會消耗一顆子彈。
- ：遊戲角色或物品的外在裝飾效果，或者在遊戲界面的特殊裝飾[17]。
- 道具欄：在某些遊戲裡，在遊戲中取得的道具會被存放於道具欄中，玩家可以開啟該欄位以查閱、使用、丟棄道具。
- 威力提升（英语：Power-up）：威力提升是一個機制，觸發此機制後、遊戲角色會立即受益，與道具不同的是、道具不見得必定使角色受益。威力提升經常透過角色直接觸碰、或蒐集若干道具來觸發。例如Pac-Man中的主角小精靈原本碰觸到鬼魂時會死亡，但在觸碰大力丸後的一段時間內，可以反過來吃掉鬼魂[32][33]；超級瑪利歐兄弟中的主角瑪利歐在觸碰到香菇時，身體會長大、並且更具有威力。[34]
- 1UP：1UP是指在電子遊戲中、讓玩家角色獲得一個生命。[35][36]，得以讓他們在遊戲結束前繼續進行遊戲。在某些遊戲中，玩家可以一次獲得超過一個生命，獲得兩個稱為2UP、獲得5個稱為5UP、以此類推。
- 稀有度：是遊戲中用以描述道具效果或珍貴程度的分級方式，在角色扮演遊戲、卡牌遊戲中甚為常見。例如卡牌遊戲《爐石戰記：魔獸英雄傳》中，將卡片分成四個等級：普通（白色）、精良（藍色）、史詩（紫色）和傳說（橘色）。
- 掉寶率與扭蛋機率：這兩種與稀有度相關，前者是指在遊戲中把怪物或Boss打死後，掉落特定物品的機率。後者則通常是指課金消費後，用抽奬的方式有機率獲得遊戲中的稀有物品。不過現實中線上遊戲扭蛋機率，基於數學往往低於遊戲廠商公告的機率，例如公告機率為1%（期望值），實際連續100抽之後，還是有約4成的人抽不到。這讓消費者很容易誤解。但這可能是該機率以某單位數內的期望值。若超過多數而致降低或有人用非法外掛[37]
- 特典：又分成新手特典與限定特典。前者是指線上遊戲一次登入時，給予新手角色的一些道具或新手用的裝備，為了避免過份優待新手而破壞遊戲的平衡，有些可能會有使用期限的限制，或是禁止將其交易給其他玩家。後者則是指消費者購賣金額較高的限定版的產品包之後，在遊戲裡輸入序號去兌換在遊戲內的稀有物品，例如坐騎或寵物。

### 关卡

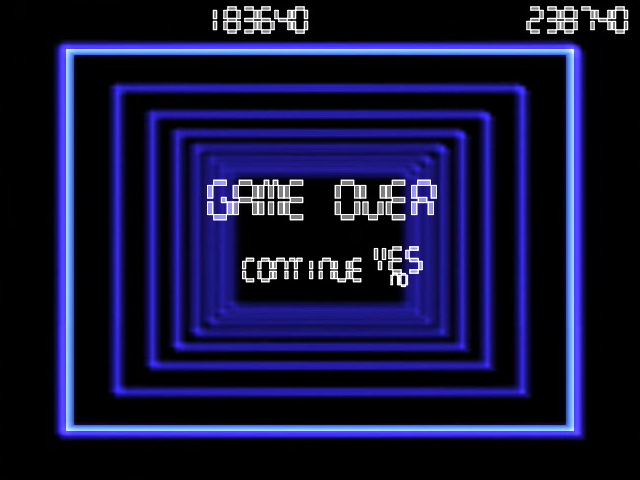
A7Xpg在玩家失去所有生命後，給玩家一個接關的機會。

- 關卡：遊戲的進程，一般通過地圖或任務展現[17]。
  - 隱藏關卡：是一個需要以某種方式被啟動或發現，或是必須滿足某些條件才能進入的關卡。
  - 獎勵關卡：是一個獎勵玩家的關卡，該關卡的設置目的是讓玩家蒐集額外的積分或能量，獎勵關卡內通常不會有敵人或危險。許多獎勵關卡需要以某種方式被啟動或發現，或是必須滿足某些條件才能進入。例如在《超級瑪利歐系列》中，玩家可以操控角色進入一些外表與其它水管無異、但實際上卻可以通往獎勵關卡的水管。
- 解锁：通关后或满足某些条件才可解除限制，并获取新的游戏项目；可解锁的游戏项目包括装饰品、游戏机制、工具、角色、隐藏的彩蛋，或一个单独的视频游戏等。[38]
- 游戏副本：對於大型多人在線角色扮演遊戲而言，如果許多玩家聚集在同一個地圖會造成伺服器过载。因此，系统通过创建出多个一个玩家或一支游戏队伍专属的，有时效性的游戏空间（或者说，独立的地图复本）[31]，不同的玩家或隊伍看不到彼此、也無法互相支援。在副本指定的目標達成後，再將副本內的角色移動回原本的共用地圖。
- 通關：從頭到尾完成一次遊戲內全部必須通過的關卡[17]。
- 接關：當玩家在遊戲裡的所有生命皆喪失時，除了從頭開始或遊戲結束，有些遊戲會給予玩家一個選擇是否要接關的機會，玩家可以在失去一些積分後、或是失去挑戰隱藏關卡的機會後（或者沒有任何損失），繼續挑戰遊戲；在街機遊戲中，則是透過繼續投入錢幣來進行遊戲。通常此機制有一個限制時間，如果計時器倒數至零時仍未繼續，則會顯示遊戲結束。[39]此機制首度出現在1980年代的街機遊戲中，原因是街機業者想賺玩家更多的錢。[39] 第一個採用此機制的遊戲是Fantasy[39]，第一個採用此機制的家用遊戲是雅達利2600版本的Vanguard[40]:26。
- 卡關：玩家在一個關卡內停滯不前，未能通關的一種狀態。
- 波：在塔防類遊戲中，玩家要盡可能地保護某個單位長時間存活，敵方單位通常會分成數個組別依序前來，每一個組別便稱為「波」。通常在波與波之間會有一段空檔，讓玩家得以準備。
- 開放世界：在開放世界的遊戲中，沒有明確的關卡設計，玩家可以在虛擬世界中自由行動，在執行特定目標上有很大的時間自由度。
- 安全區：又名安全屋，角色在遊戲中不會受到傷害的地區[24]。
- 出生點：玩家在遊戲中的初始位置[24]。
- 復活點：遊戲角色在遊戲中死亡後重生的區域[24]。
- 傳送點（teleport point，簡稱TP）：遊戲中從一個位置快速轉移到指定位置的特殊區域[24]。

### 玩法
- 零玩家遊戲（Zero-player game）：沒有真人玩家、而是由電腦程式參與的遊戲[41]，如生命遊戲。
- 死亡競賽（Deathmatch）：是指在動作射擊遊戲和動作角色扮演遊戲等類型的電子遊戲中常見的競賽方式，以盡可能地殺死更多的敵人為目標，通常會有時間限制、或是在其中一方的殺害數滿足特定數字時結束遊戲。
- 合作模式：是指允許玩家與隊友一起合作進行的遊戲，隊友可能由人工智慧控制，也可能是真人玩家控制。
- 無盡模式：在無盡模式中，玩家處於一個長期受到威脅且資源有限的環境，玩家的排名基於他們能在這種模式中持續多久時間而不被打倒。
- 能力點：部份的角色扮演遊戲允許玩家自由地分配玩家角色的能力高低，這項分配資源即稱為能力點。能力點通常在玩家角色升級時、或是完成任務時贈予，玩家可以自由分配能力點到角色上，以左右角色的發展。在分配點數後，大部分的遊戲不允許玩家撤回，或是必須付出一定的代價才能撤回。
- 等級（Level）：簡稱LV。基於遊戲角色的經驗值系統會給角色一個象徵其總體能力的數值，此數值稱為「等級」，等級提升（簡稱：升等）指角色的能力增加，角色更為強大，例如可以完成更艱鉅的任務、打倒更強的敵人、學會更強的技能、使用更好的道具等。等級通常與許多遊戲系統結合，讓玩家在等級提升時規劃角色的發展。許多的遊戲中都具有最高等級的限制，例如在精靈寶可夢系列遊戲中，沒有任何角色（寶可夢）可以超過100級。達到等級上限的角色稱為「封頂」(滿等)。大多數的遊戲中，等級皆是向上提升，而有一部份的遊戲具等級下降的機制。
  - 轉生：轉生是部份角色扮演遊戲中的系統，一旦玩家角色的等級達到某個階段，便可以選擇以此角色以一個新版本重新開始。轉生的角色會失去現有的等級，但可能獲得以前沒有的優勢。
- 生命（Life）：在遊戲中，生命是玩家角色從遊戲開始至遊戲結束的期間內、一項重要的數值[36]。如果玩家角色失去所有生命值，那麼同時將會失去一個生命。失去所有生命通常表示遊戲結束，可能將迫使玩家重新開始遊戲 。
- 行動值（Action point）：簡稱AP，也叫体力值，是玩家或角色在行動時所需的能量。例如在網頁遊戲《Unlight》中，玩家在探索任務和執行任務時都會消耗行動值，每半小時則會恢復1點行動值。
- 無敵：具此狀態的角色不會受到傷害也不會死亡。以使用某個道具或技能來啟動的場合，通常具有時間限制；另一種是角色被攻擊後啟動，同樣具有時間限制。
- 仇恨（Hate）：也叫怒气值，是部份角色扮演遊戲中的機制，嘍囉會用它來考量要優先攻擊哪個目標[42]。當嘍囉對一個角色的仇恨比較高，便會優先攻擊該角色，累積嘍囉對特定角色仇恨值、以促使該嘍囉攻擊該角色的行為稱為「拉仇恨」[43]。
  - 仇恨溢出（Out of Taunt）：簡稱OT。是指隊伍成員對目標造成的仇恨超過了隊伍裡的坦克對目標所累積的仇恨、而使目標放棄坦克轉而攻擊該成員。
- 殘血：生命值所剩不多的狀態[44]。
- 附魔（Enchanting）：是指賦予角色或道具某項狀態或能力的法術，在《魔獸世界》、《魔法風雲會》、《上古卷軸V：無界天際》、《當個創世神》等遊戲中都有附魔機制。
- 可破壞的環境（英语：Destructible environment）：可破壞的場景是可以被玩家完全或部份破壞的環境，可以包括地形、建築物或自然物[45][46][47]。例如在精靈寶可夢遊戲中，玩家可以透過名為「一字斬」的能力砍斷地圖中的樹木，以便操控角色移動至被該樹木阻擋的區域。
- 戰爭迷霧：玩家在遊戲開始時，只能觀看到自己基地及單位周圍極小的範圍，而絕大多數地圖區域均被黑色遮蓋。當玩家驅使單位向黑暗區移動後，經過的區域會變得可見，並且可以看見其中的地形、敵方單位。此機制在即時戰略遊戲中甚為常見。
- 新手區：在大型多人線上角色扮演遊戲中使用的術語，通常是指新建立的玩家角色在首次進入遊戲後最初的地點、或是指最初的村莊，會提供教學指引、並提供遊戲介面的基本資訊。如果新手區是一個村莊，則又稱新手村。
- 迷宮探索：迷宮是動作遊戲或角色扮演遊戲等遊戲類型中常見的地圖類型，而迷宮探索便是玩家操控角色在迷宮地圖內進行探索、與各種怪物戰鬥、尋找寶藏，是極為常見的遊戲劇本。
- 傳送：具此機制的遊戲允許玩家在已知的區域內快速移動，而不必依照地圖順序移動[48]。
- 無底洞：是在平台遊戲和動作遊戲中常見的陷阱，外觀是一個無底的深洞，角色落入此區域後，無論其生命值多寡，通常都會立即死亡。
- 事件場景：事件場景是遊戲中一個非互動性質的機制，在這個場景中可能會呈現遊戲劇情、角色間的對話、給玩家的獎勵或新的遊戲元素。[49][50]
- 任務：在角色扮演遊戲中，任務是一項可以由角色完成的工作。完成任務後可能會獲得獎勵、道具、經驗、新能力、金錢，或觸發事件場景。[51][52]依據與遊戲故事情節的關連程度，可以區分為主線任務和支線任務。
  - 成就：有時也被稱為獎盃、勳章。玩家在遊戲中達成遊戲階段性條件要求並可以獲得遊戲贈送的獎勵、稱號、榮譽等[17]。與一般定義的任務不同，對遊戲本身往往沒有直接影響。
  - 新手任務，或稱教學模式，用來引導新手熟悉遊戲的操作。
  - 主線任務：以遊戲故事主線或核心事件設計的必須完成的任務[20]。
  - 支線任務：玩家可選擇完成的輔助主線任務，一般不會影響主線任務的參與度和完成度的任務[20]。
  - 每日任務，是一種有確定重複周期的任務。通常具有較好的任務獎勵，誘使玩家每天上線進行遊戲。
- 得分：在遊戲中，分數是一項與玩家或團隊相關聯的數值，遊戲中有各式各樣可能提高或降低分數的事件。通常被做為玩家在遊戲中是否成功的指標，獲得更高的分數是贏得遊戲競爭的方式。
- 二周目：是指在某些遊戲中，首次通關後可以開啟的一個模式，允許玩家以新的設計開始遊戲。在新的一輪遊戲中會有新的遊戲要素，例如更強的敵方角色、特殊的道具或新劇情。此模式也被稱為挑戰模式。
- 永久死亡：是角色扮演遊戲中的一項機制。是指玩家的角色在死亡後從遊戲中移除，永遠不可再用於該遊戲，玩家必須相當精通遊戲、才能順利遊玩此類遊戲。在沒有此機制的遊戲中，允許角色死亡後得以復活並繼續遊戲。
- QTE（quick time event）：考驗玩家即時反應的事件，玩家需要對遊戲畫面出現的事件快速作出反應，並按下相關的按鍵作為回應[18]。

### 系统
- 新手引導：為新進入遊戲的玩家提供的幫助和指導資料[24]。
- 戰鬥系統：遊戲中角色之間戰鬥的一套規則[26]。
- 遊戲收益：遊戲中設置的經驗值增長或虛擬物品等獎勵[17]。
- 經濟系統：遊戲中虛擬貨幣和道具產出和消耗形成的一整套規則體系[26]。
- 交易系統：遊戲中玩家之間交換或交易物件，或者玩家與系統交易物品的功能[26]。
- 好友系統：支持玩家在遊戲中建立社交關係，為玩家提供保持關係的系統[26]。
- 聊天系統：支持玩家在遊戲中互相發送和接收信息的系統[26]。
- 捏臉系統：玩家可以自定義虛擬角色的外貌特徵的功能[26]。
- 角色外觀系統：遊戲中更換角色的裝備與服飾等道具，角色外形也隨之改變的系統[26]。
- 轉職系統：角色在遊戲中從一種職業轉化為另一種職業的功能[26]。
- 成就系統：管理和記錄玩家在遊戲中成就的系統，有時會設置成就點機制，累積之後可以獲得更多獎勵[26]。
- 遊戲商城：遊戲內售賣虛擬道具的平台[17]。
- 遊戲圖鑒：遊戲中展示虛擬物品和角色等信息的資料集[17]。
- 遊戲陣營：遊戲中角色類型屬性，在多人遊戲中是玩家之間分組的標識[17]。
- DLC（Downloadable content）：一种通过互联网实现的数字发行模式，主要是对已经发行的电子游戏，通过下载形式为游戏增加额外的扩展内容[10]。
- 虚拟货币：由网络游戏运营商发行，玩家使用法定货币按一定比例直接或者间接购买，存在于游戏程序之外，以电磁记录方式存储于网络游戏运营商提供的服务器中，并以特定数字单位表现的一种虚拟兑换工具[31]。
- 遊戲季票：在一段时间内该游戏追加内容DLC的集合[10]。
- 游戏存档：以数字化信息保存玩家的游戏进度等数据[31]。
  - 存檔點：玩家在游戏中可进行保存操作的地点或时间点[31]。
  - 快速存檔/快速讀檔：此項設計允許玩家以按下控制器的單個按鍵來快速儲存和讀取遊戲進度，而不用開啟存檔畫面。
  - 廢除存檔（Save scumming）：當角色在遊戲中死亡時，自動刪除存檔。此機制可以防止玩家以反覆讀檔的方式在遊戲中取得自己想要的結果。
- 紙娃娃系統：在角色扮演遊戲中，紙娃娃系統是表現角色形象的方式，在使用這種系統的遊戲中，一些會影響外觀的元件會被顯示在角色的圖像上，玩家可以替換這些元件以更換角色的外觀。這種設計類似於現實世界的紙娃娃。
- 角色客製化：一種大型多人線上角色扮演遊戲創建角色系統和元素，玩家可以透過這種系統調整角色造型數值自主創建自己所想的玩家角色造型。创建的过程中专门针对脸部的调整也叫“捏脸”。
- 網婚：是一些大型多人線上角色扮演遊戲中的一項機制。提供兩個玩家在遊戲中的虛擬人物相互結婚。遊戲可能會模擬一個類似於婚禮的場景，並提供禮服、戒指等物品，亦會讓雙方玩家享有特殊福利。網婚並不代表兩個玩家之間存在婚姻或愛情關係，亦沒有法律效力。

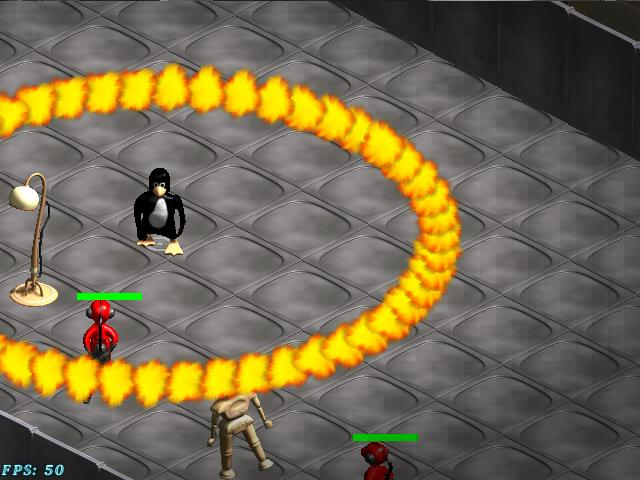
範圍效果的示意圖。

- ZoC：支配領域（Zone of control）的縮寫。在棋盤戰略遊戲中，控制區域指的是單位可以直接影響的範圍，當進入某單位的支配領域時，可能會受到該單位的效果，如：受到敵方單位攻擊、喪失行動能力、解除隱形狀態等。控制區域可以有多種外形，可以是固定或非固定。控制區域可能會被地圖中的障礙物（如山岳、河流）阻隔。
- 4X概念體系：是指在策略遊戲中的一種系統概念，得名自4個同樣以ex為開頭的英語單詞。分別為探索、拓張、開發和征服。
- 玩家对战玩家（Player versus player，簡稱PVP）：玩家与其他玩家对抗的游戏模式[31]。
- 玩家對抗環境（Player versus Environment，簡稱PVE）：又名玩家对战电脑，玩家与电脑控制的对手进行对抗的游戏模式[31]。
- 私（private message，簡稱PM）：一個玩家與另一個玩家之間的私人對話[18]。
- PK（player killing）：兩個玩家之間的攻擊行為，後來引申為「對決」之意[24]。
- 切磋：玩家之間約定好的競技[24]。
- 跨服战斗：以临时提取数据的形式，将同一游戏不同服务器中的玩家，实现一起互相战斗的效果[31]。
- 派系战：以小组，如战队为单位，数名玩家进行集体对抗的游戏模式[31]。
- 离线版本：又稱离线版，玩家在不登录服务器情况下运行的游戏版本[18]。
- 离线对抗：玩家在离线后由系统自动接受其他在线用户角色的挑战[18]。
- 局域网对战（local area network game，簡稱LAN Game）：玩家通过局域网实现彼此对战的游戏模式[31]。

## 游戏运营
- 网络游戏运营商：运营网络游戏的公司，游戏可以是自主开发或从其他游戏开发商授权代理[53]。
- 官方网站：游戏运营商的正式网站，网站会提供游戏客户端下载、游戏资料浏览、公告、新闻等内容[53]。
- 联合运营：简称联运，指网络游戏运营商或发行商直接共同参与某款游戏运营并进行收益分成的行为[53]。
- 运营渠道：游戏发行、销售所借助的推广途径，如线上的游戏发行平台（App Store等）和线下的游戏发行平台（网吧和实体店等）[53]。
- 云游戏服务商：为用户提供云游戏服务并提供云平台、进行游戏内容云化处理的供应商[53]。
- 云游戏订阅模式：云游戏服务商的收费模式，将云游戏平台服务与内容以套餐形式租赁给用户[53]。
- 社区运营：针对用户社区进行运营管理的行为[53]。
- 运营活动：指游戏运营商在游戏内或游戏外针对玩家进行的召集、促销等行为的活动[54]。
- 账号：用户在网游公司注册，用于登入网络游戏的一组信息，包括用户名、密码、个人信息等内容[54]。
- 封号：冻结用户的游戏账号使其无法继续使用的行为[54]。
- 停权：游戏运营商为了中止或终止用户部分或全部的权利而采取的处理行为[54]。
- 黑名单：拒绝通过的IP或用户账号列表[54]。
- 白名单：有访问控制情况下，允许通过的账号或IP列表[54]。
- 开启服务器：游戏在内部测试、公开测试等关键节点，实现游戏可以正常登陆的行为[54]。
- 开启新服务器：为一款网络游戏增设新服务器设备并进行运营，以此容纳更多用户[54]。
- 合并服务器：简称合服，将同一款游戏使用的不同服务器之间数据进行合并，使之间数据互通[54]。
- 关闭服务器：简称关服，网络游戏运营商在游戏服务器设备上停止游戏服务的行为[54]。
- 区域服务器：简称区服，按照一定的划分条件，将用户分配到不同的游戏区域和服务器上形成的多组服务器的集合[54]。
- 私服：私人伺服器的簡稱，在線上遊戲中，是指非遊戲官方架設的伺服器。
- 鬼服：指罕有真實玩家存在於線上的伺服器，可能是沒有玩家上線，或是遊戲外掛猖獗的伺服器。
- 游戏大厅：简称大厅，用户进入对战前聚集的地方[54]。
- 压力测试：简称压测，为了确认游戏系统是否稳定，对数据库、网络、服务器等承载能力进行测试的方法[55]。
- 内部测试：简称内测，由游戏开发团体的测试人员和部分符合测试条件的游戏用户共同对游戏中设定的功能进行的测试[55]。
- 公开测试：在完成内部测试后，向所有用户开的以游戏体验测试为主的测试[55]。
- 资料片：又名扩展包，在原游戏基础上，利用游戏引擎和大部分的元素，制作扩充新内容，如新故事情节、新地区、新角色和新武器装备等[55]。
- 用户生产内容（User Generated Content，简称UGC)：由用户创作的游戏相关内容，如游戏攻略，游戏资讯等[55]。
- 专业生产内容（Professional Generated Content，简称PGC)：由专业人士创作的游戏相关内容，通常比用户创作更具有审美价值、创作难度更高[55]。
- 游戏周边：又称游戏衍生品，以游戏为题材推出的相关产品，如玩具、食品、饰物等实物，也可以是音乐、书籍等文化产品[55]。
- 游戏管理员（Game Master，简称GM）：游戏运营商的在线游戏管理员，主要负责维护游戏规则和监督游戏秩序[55]。
- 游戏网络推广：在互联网应用中以广告位等方式进行网络营销，吸引用户点击、注册等[55]。
- 游戏用户导入：网络游戏运营商将获得的用户资源，根据游戏项目情况进入导入的行为[55]。
- 预下载：简称预载，指游戏在正式运营之前，提前开发客户端下载的行为[56]。
- 充值：玩家将现实货币转换成游戏虚拟货币的行为[56]。
- 首次充值：简称首充，指玩家在一款游戏中第一次充值[56]。
- 禁言：游戏客服通过管理工具取消玩家在游戏内置交流平台上的发言权限[56]。
- 回档：服务器的部分或全部数据恢复到过去某一个时间点的状态[56]。
- 游戏内购（in-game purchase，in-application purchase，简称IAP）：简称内购，玩家在游戏中购买虚拟道具等的消费模式[56]。
- 战斗通行证：一种内购方式，根据玩家活跃度给与玩家奖励[56]。
- 最高同时在线人数（Peak Concurrent User，简称PCU）：在统计数据期间，游戏中同时在线的用户数的最大值[56]。
- 同时在线人数（Concurrent User，简称CCU）：在统计数据期间，游戏中同时在线的游戏用户数量[56]。
- 日均在线时长（Day Average Online Time，简称DAOT）：每日活跃用户的平均在线时长[56]。
- 日参与次数（Daily Engagement Count，简称DEC）：用户每天参与游戏的次数，一般用于衡量用户粘性[56]。
- 平均在线时长：在统计数据期间，所有活跃用户在线时间的平均值[56]。
- 平均同时在线人数（Average Concurrent User，简称ACU）：在统计数据期间，同时在线用户的平均值[57]。
- 新手转化率：在统计数据期间，游戏注册用户中完成新手引导的比例[57]。
- 滚服用户：在同一游戏中在多个服务器进行游戏的用户[57]。
- 流失用户（Churned User，简称CU）：在统计数据期间，未曾登陆游戏的用户[57]。
- 日流失用户（Daily Churned User，简称DCU），统计日当天登陆过游戏，之后若干日未登陆游戏的用户数量[57]。
- 周流失用户（Weekly Churned User，简称WCU），统计上周登陆过游戏，但本周未登陆游戏的用户数量[57]。
- 月流失用户（Monthly Churned User，简称MCU），统计上月登陆过游戏，但本月未登陆游戏的用户数量[57]。
- 回流用户：在统计数据期间，再次登陆游戏的流失用户[57]。
- 召回玩家：游戏运营商通过针对性活动和奖励，鼓励流失用户再次登陆游戏的行为[57]。
- 流失率：在前一个统计周期中的活跃用户，在下一个统计周期中流失的比例，按照统计时间长短可分为日流失率、周流失率、月流失率[57]。
- 留存用户（Retained User，简称RU）：在统计数据期间，自注册日起仍有登陆行为的用户[57]。
- N日留存率：某日新增用户中在第N日登陆的用户数的占比，N通常取2、3、7、30，对应次日留存率、三日留存率、周留存率、月留存率[57]。
- 活跃用户：在统计数据期间，至少有一次登陆行为的用户[57]。
- 日活跃用户数（Daily Active User，简称DAU）：简称日活，按每日统计活跃用户的数量[58]。
- 周活跃用户数（Weekly Active User，简称WAU）：简称周活，按每周统计活跃用户的数量[58]。
- 月活跃用户数（Monthly Active User，简称MAU）：简称月活，按每月统计活跃用户的数量[58]。
- 付费用户：在注册的游戏用户中有充值行为的用户[58]。
- 活跃付费账号数(Active Payment Account，简称APA)：在统计数据期间，有登陆记录的付费用户数量[58]。
- 付费渗透率（Pay Users Rate，简称PUR）：在统计数据期间，付费用户占活跃用户的比例，可分为日付费率、周付费率、月付费率等[58]。
- 平均每活跃用户收入：在统计数据期间，平均每个用户产生的游戏收入[58]。
- 平均每付费用户收入：在统计数据期间，平均每个付费用户产生的游戏收入[58]。
- 用户生命周期：玩家从首次登陆游戏到流失前的最后一次登陆游戏之间的时间间隔[58]。
- 用户生命周期价值：用户在生命周期期间为游戏创造的收益总和[58]。
- 用户获取成本：获取一个新用户所需要的成本[58]。
- 独立访问用户数：访问某个站点或点击某个网页的不同IP地址的用户数量[58]。

## 法律用语
- 游戏批准文号：又称游戏批文号，指根据中国大陆相关规定，经相关部门审核发布，批准游戏上线运营的批准文件号[59]。
- 国际标准书号：简称ISBN，是國際通用的圖書或獨立出版物代碼，也適用於電子遊戲出版。
- 游戏版号：指中国大陆主管部分批准相关游戏出版运营的批文号，包括游戏的批准文号和国际标准书号[59]。
- 增值电信业务经营许可证（Internet Content Provider License，简称ICP）：根据《互联网信息服务管理办法》规定，中国大陆对提供互联网信息服务的供应商实行许可证制度，是游戏上线运营的必须资质之一[59]。
- 防沉迷措施：中华人民共和国为了防止未成年人沉迷网络游戏而要求游戏开发营运商设计并运用的一套措施[59]。
- 屏蔽词：又称过滤词，在网络游戏中屏蔽显示的词汇[59]。
- 健康游戏忠告（Healthy Gaming Advice，简称HGA）：中国大陆规定游戏出版物需要在显著的位置标示的标语：「抵制不良游戏，拒绝盗版游戏。 注意自我保护，谨防受骗上当。 适度游戏益脑，沉迷游戏伤身。 合理安排时间，享受健康生活。」[59]。

## 電子競技

### 遊戲賽事
- 電子競技：簡稱電競，以競技遊戲為基礎，在統一的競賽規則以及在規則保障下公平進行的虛擬對抗性體育運動，參加者以信息技术为核心的软硬件设备为器械，在信息技术营造了虚拟环境中比赛[60]。
- 電競賽事：電子競技比賽的統稱，主要指有組織的、遵守相同規則、以電子競技的形式進行的比賽[60]。
- 第一方賽事：由遊戲開發商或者运营商等遊戲廠商自行舉辦的相關電子賽事[60]。
- 第三方賽事：非遊戲廠商主辦的電競賽事[60]。
- 電競遊戲媒體：提供電競賽事相關資訊的媒體平台[60]。
- 電競直播平台：提供電競賽事內容的直播平台[60]。
- 電競產業：因應20世紀90年代末全球遊戲產業的高速發展衍生的新興產業，是科技產業、文化產業、體育產業和傳媒產業的聚合體[60]。
- 電競產品：由電競產業中相關企業研發的用於電競文化、電競賽事、電競娛樂、電競訓練、電競教育培訓的軟件和硬件產品及服務平台[61]。
- 電競場館：專用於電競賽事和相關活動的場館[61]。
- 電競隊伍：參加電競比賽的組織，由教練組和戰隊隊員組成的電競團體[61]。
- 電競教練：在電競比賽中負責指導運動員和進行戰術安排的人員[61]。
- 電競陪練：在電競比賽中陪同隊員進行戰術訓練的人員[61]。
- 電競裁判員：在電競比賽中，依據比賽規則和規程，保證比賽進行，並根據賽事結果評定參賽者成績、勝負和名次的人員[61]。
- 電競解說員：專門從事電競賽事講解、分析說明的專業人員[61]。
- 電競主播：電競解說員或參與電競賽事主持工作的人員[61]。
- 电竞运营师：從事組織電競比賽及內容运营的人員[61]。
- 電子競技員：從事不同類型電競比賽、陪練、體驗及活動表演的人員[61]。
- 瑞士轮：又名积分循环制，赛制的一种，战队或运动员通常不会淘汰。比赛中胜者得分，败者无分，每一轮都尽量安排高分相遇和低分相遇的模式[61]。
- 双败淘汰制：又名双败淘汰赛，每只隊伍輸兩次出局，直到最後勝者組和敗者組的比賽決定總冠軍的賽制[27]。
- 单败淘汰制：又名单败淘汰赛，一種競賽模式，每場比賽的負方出局[27]。
- BoN（Best of N）：電子競技賽制，表示在N局中決出勝者[27]。
- 禁选（Ban & Pick，簡稱BP）：又称禁用、禁挑，競技中的環節。競技雙方依次將指定的地圖或角色移出本局遊戲，以達成戰術目的[27]。
- 隊長模式（Captain Mode，簡稱CM）：電競比賽中帶禁選的遊戲模式[62]。
- 觀察者模式（Observer Mode，簡稱OB）：以觀察者身份進入遊戲不參與遊戲的模式[62]。
- 兵线：MOBA類遊戲中小兵的交战位置[27]。
- 游走：MOBA類遊戲中戰術，指以人數或技能優勢有計劃地通過偷襲、伏擊等攻擊手段壓制對手[27]。
- 伐木：遊戲中玩家通過擊敗非玩家角色獲得經驗值或資源的行為[27]。

### 遊戲技巧
- 游戏攻略：对游戏进程、技巧的解释说明或完整的游戏通关指导[55]。
- 微操作：是一種在即時戰略遊戲中的操作技巧，透過操縱個別的單位，就能增進其作戰效率。
- 拉怪（Pulling）：又稱拖火車（Train）。是指對戰遊戲中吸引一群敵方單位、再一次將之擊敗的行為。可以減少資源的消耗。
- 走位：指在動作遊戲中玩家移動角色，使之閃避敵方單位的攻擊並移至適合攻擊敵方單位的位置。
- 洗袋法：在部份遊戲機制中，當角色死亡時會隨機失去部份道具。因此經常性地將道具欄塞滿低價值的垃圾道具，可以減少死亡時失去高級道具的機率。
- S/L大法：指活用儲存（Save）和讀取（Load）游戏存档，来避免某些會導致遊戲不利進行的事件。例如玩家可以在戰鬥前先存檔，如果之後在戰鬥中落敗，便能讀取檔案重新挑戰直到勝利。在沒有存檔機制、有廢除存檔（Save scumming）機制、或是具有永久死亡機制的遊戲中，此方法不能使用。
- 追秒：在戰略遊戲中，透過計算其它玩家部隊的移動時間，得出其陣地防守薄弱的時間帶。
- 控血（HP Management）：某些遊戲中的敵方單位具有互相幫對方復活的能力，因此如果玩家沒有將它們同時殺死，會不斷地復活。所以玩家必須要控制它們的血量，且不專注於攻擊單一敵方單位。
- 快攻：在即時戰略遊戲中、著重於遊戲前期向對手進攻的戰術，與之相對的術語是「後期」。
- 二段跳：是指在跳躍後快速地再度跳躍。[63]
- 三角跳（Wall jump）：或稱牆上跳，是一種在部份電子遊戲中可執行的移動方式，能讓角色踩在牆上跳躍，或是在兩個緊密的牆中來回跳躍以垂直爬升。此跳躍有時被設計能一個技能。[63]:102
- 卡鍵：將薄型物體（如紙片、硬幣）塞進鍵盤按鍵的縫隙，達到不以手指也能長壓按鍵的效果。
- 角落固守打法，或稱地形障礙打法，泛指在RPG或戰棋類遊戲中，利用地形或障礙物使己方單位不會被敵方單位圍攻，而一次只需應對少量的敵方單位。
- 雙持：是指戰鬥人員雙手各持一把武器進行戰鬥，在現實中，這並非一種常見的戰鬥方式，但廣泛地出現在電子遊戲及大眾文化中。
- 持續傷害（Damage over Time，DoT）：是指對角色造成的傷害是在有限的持續時間內規律地施加。如《絕地要塞2》的「餘火」是一種角色在受到火焰攻擊後會不斷受到傷害的狀態。
- 濺射傷害：具有爆炸性質的攻擊會在命中目標時爆炸四散，並產生範圍傷害。因此、即使該攻擊沒有直接命中目標，也可能會對目標產生傷害。[64]
- 暴擊（Critical hit）：又稱會心一擊，是指在具對戰性質的遊戲中，一個能造成比正常的攻擊更多傷害的攻擊。
- 爆頭：是指在格鬥遊戲、射擊遊戲等類型的遊戲中，角色頭部因為受到攻擊而爆開四散，屬於較為殘酷血腥的表現方式。
- 轉圈打怪：負責吸收傷害的角色進行拉怪，並且繞著負責輸出傷害的角色轉圈，由站在圈中的角色以遠程攻擊攻擊敵方單位。
- 分傷：由於某些遊戲的頭目能一次輸出令單一角色死亡的傷害，所以需要仰賴多名角色分攤傷害。
- Gank：常見於多人線上戰鬥競技場遊戲，指偷襲對方、配合進攻等方式壓制對方[44]。
- 堆屍：在有些MMORPG裡，允許玩家角色能在死亡的原地復活，在對付具有大量HP的Boss級的敵人時，玩家們在無視死亡懲罰的前提下，不斷復活參與戰鬥，使Boss無法脫離戰鬥狀態，而因玩家們的攻擊慢慢耗盡Boss的HP。
- 瞬秒：遊戲中瞬間擊敗目標的現象[62]。
- 掛機：玩家保持角色在線但是不進行任何操作的行為，也可以玩家不進行操作，反而使用遊戲內置或外掛軟件自動進行遊戲[62]。
- 离线：玩家退出游戏的状态[62]。
- 補刀：指遊戲中對目標造成最後一擊的行為[62]。
- 反補：在遊戲中通過最後一擊擊殺友方單位，從而避免對手獲得經驗等收益[65]。
- 風箏：通過一定的操作，讓敵人無法近身或作出有效輸出，從而擊殺敵人的戰術[62]。
- 位移：變更角色的絕對位置，在遊戲中通常以技能或道具形式達到這種效果[62]。
- 吸經驗：在一部份的線上遊戲機制中，同隊伍的角色在進行遊戲時，即使沒有做出會獲取經驗值的行為，也可以因隊友做出此類行為而獲得經驗值，利用此機制依附較強的角色、讓自己較弱的角色取得經驗值的行為被稱為吸經驗。
- 中離：指在遊戲進行途中，因為任何理由而中途退出網路遊戲的行為。在具團隊對抗性質的遊戲中，普遍被認為是缺乏運動家精神的最糟糕行為，因為此行為將會導致所屬隊伍出現明顯的劣勢。
- 砍掉重練：指玩家認為自己在角色扮演遊戲中個某個角色培育得不如理想時，刪除該角色後、再創建新角色培育。[66]
- 搶怪（Kill stealing）：又稱尾刀。是在多人遊戲中，特別是MMORPG、MOBA、FPS遊戲中常見的行為。當一個玩家在付出了很多努力、將一個敵方單位傷害至瀕死時，如果第二個玩家在此時消滅了該敵方單位，則第二個玩家可以獲得殺死敵方單位的戰利品和經驗點，此時、第二個玩家的行為便稱為搶怪。[67]在遊戲機制鼓勵玩家殺死敵人來獲得獎勵時，搶怪是很常見的行為，而某些玩家認為這是不光彩的行為。[68][69]
- 站樁：是指玩家不操控角色移動，讓角色在原地如同樁基礎般站立的行為。通常見於技術不純熟的玩家。
- 分身帳號：簡稱分身或分帳，又稱小帳號或副帳，類似於分身ID。是指玩家在一個線上遊戲中，除了主要使用的帳號以外、另有其他的自用帳號。分身常用於執行其它遊戲操作，以便協助主要帳號發展。或者是指有些玩家為了重复獲得遊戲體驗，而開設的非第一帳號。有些遊戲為了公平性等原因，不允許開分身，如osu!。
- MPK（Monster player kill、Mob-player kill）：是引誘一群怪物、讓它們傷害另一個玩家角色的行為。
- 跑魂：在部份的角色扮演遊戲中，當玩家控制的角色死亡，玩家可能必須控制鬼魂狀態的角色移動到該角色死亡的位置、或是遊戲中的復活地點，才能取回裝備或復活，此種操控鬼魂移動的行為稱為跑魂。
- 撿骨：大型多人線上角色扮演遊戲的術語，指當其它玩家的角色死亡時，掠奪該角色屍體裡的道具的行為。
- 守屍：大型多人線上角色扮演遊戲的術語，守候在死亡的玩家角色附近，待該玩家跑魂時加以攻擊的行為。
- 農（farming）：又稱搬磚，是指玩家反覆地在遊戲中從事相同的行為，如任務、刷副本等方式獲得遊戲收益的行為[62]。
- 削弱：遊戲開發商或營運商在遊戲版本更新時對遊戲中某些角色、道具或戰術進行弱化調整的行為[62]。
- 連擊（Combo）：是指在遊戲中連續地執行一系列動作指令，這項操作通常有嚴格的時間限制，完成可取得大量分數或優勢。多見於格鬥遊戲[62]。
- 團體控（Crowd Contral，簡稱CC）：簡稱團控，指隊伍中有群體控制技能的角色[62]。
- 屠龍點數（Dragon Kill Point，簡稱DKP）：每個玩家在團隊對戰中所貢獻的積分記錄，在MMORPG遊戲中被廣泛作為分配戰利品的依據[70]。
- 擊敗陣亡比（Kill Death Assist，簡稱KDA）：MOBA類遊戲中用於評估單個角色在一局遊戲中的擊敗/助攻與死亡比例[70]。
- 每分鐘操作數（Actions Per Minute，簡稱APM）：指的是每分鐘內玩家可以操作的指令數量，包括透過滑鼠、鍵盤、搖桿等一切形式所操作的指令[70]。
- 每分鐘金錢數（Gold Per Minute，簡稱GPM）：MOBA類遊戲中單一角色在一場比賽中平均每分鐘獲得的金錢數[70]。
- 每秒傷害輸出（Damage Per Second，簡稱DPS）：角色平均每秒對敵人造成的傷害數值[70]。
- 時間競速：是指競速類電子遊戲中，以縮短過程時間為目的進行的挑戰。
- 過量擊殺（Over Kill），指玩家以遠逺超過對方的HP的傷害進行攻擊，導致一擊秒殺。有時基於任務或捕抓寵物的需求，不能把攻擊目標打死。為了避免過量擊殺，通常得脫裝備，以空手不使用任何技能與魔法去攻擊。
- 游戏代练：简称代练、又稱帶練（Power Leveling），帮助其他玩家或由其他玩家帮助快速提升角色等级、积分或获取高级装备的行为[27]。

### 遊戲作弊
是指玩家以非正當方式進行遊戲、而讓遊戲變得更容易或更難。作弊可以透過遊戲本身的設計（如作弊碼）、遊戲的漏洞、軟體（如遊戲外掛）或硬體（如作弊卡匣）來進行。
- 作弊碼（Cheat codes）：是遊戲設計師原本就設置在遊戲內部，為了方便測試或其它原因而設計、能調整遊戲內容的方法。一般玩家無法使用。
- 鑽遊戲漏洞：又稱卡BUG，屈機。指玩家利用電子遊戲中的程式錯誤或設計疏失在遊戲中得利，而這些優勢不是遊戲設計師原本所設計的[71]。由於漏洞有諸多形式，因此某項玩家行為是否屬於鑽漏洞可能是有爭議的。遊戲漏洞不需要透過遊戲外掛來啟動[72]。
- 遊戲外掛：是指針對某一款遊戲而設計的、修改遊戲中部份程式的程式。
- 作弊卡匣：是一類用於家用電子遊戲機的記憶體篡改軟體的統稱。
- 金手指：遊戲精靈（Game Genie）又稱金手指，是由Codemasters開發的遊戲作弊系統，該系列的第一個產品是用於FC遊戲機，於1990年[73] 釋出。而金手指一詞如今已經成為在遊戲中作弊的代名詞，因為作弊的效果就如同神話裡的點石成金故事一樣神奇。

## 玩家

### 玩家類型
- 職業玩家：以進行電子遊戲為業的人。
- 獨行玩家（Solo）：指在線上遊戲中，不參與隊伍或團隊、甚至不與其他玩家互動，獨自進行遊戲的玩家。
- 小白：行為不符一般老練玩家習慣、或造成他人困擾的玩家。有時遊戲新手因對遊戲不熟悉，會遭指為小白。
- 地雷：指雖然擁有較高的角色等級、卻沒有相應技術的玩家，在團隊中宛如地雷一樣不利於隊友。
- 重度付費玩家：指在免費遊玩遊戲中消費大量金錢的玩家[74]，這類玩家樂於使用大量現金為遊戲中的角色、道具或材料付費[44]。他們通常是遊戲盈利的主要來源[74]。中國大陸俗稱「大R」，歐美稱為鯨魚（Whale）[74]，台灣俗稱「課長」[44]。
- 打錢工：打錢是指在大型多人在線角色扮演遊戲中，以遊戲中的貨幣換取真實世界的金錢的行為，從事此種行為的人稱為打錢工，而幣商是指在現實中販售虛擬貨幣的人。
- 網路人妖：指在大型多人線上角色扮演遊戲中，玩家的生理性別與其角色的性別不一致者，有侮蔑涵義。
- 網遊廢人：指沉迷於網路遊戲中，致使其與現實生活脫節的玩家。[75][76]
- 假新手（Smurfing）：指一個有遊戲經驗的玩家使用新的帳號並表現出沒有經驗的樣子[77]
- 觸手：在一些格鬥遊戲、音樂遊戲、射擊遊戲中，觸手被認為是高手的代稱。這些玩家的操作技巧、反應能力和熟練程度遠遠超過一般玩家，接近人類的極限，感覺像是不只用兩隻手在玩的，因此稱為觸手。
- 十里坡劍神：出自於批踢踢網友一篇關於《仙劍奇俠傳》的遊戲體驗文章。該網友花了半年的時間，在《仙劍奇俠傳》的初期地圖「十里坡」裡靠著擊敗低等級怪物讓角色等級升上了71級。由於遊戲初期地圖的怪物通常沒有太多經驗值，因此需要相當的耐心才能達成。後來泛指角色扮演遊戲中在遊戲初期的地圖培育角色直至頂峰的玩家。此舉也被《仙劍奇俠傳》的開發公司大宇資訊設計成仙劍奇俠傳五前傳的遊戲元素之一。[78]
- 歐洲人、非洲人：是對於幸運玩家和不幸玩家的戲稱，被廣泛運用於具有運氣成分的遊戲，特別是具有虛擬抽獎機制的遊戲。此戲稱可能來源於稱幸運爲「臉白」，不幸爲「臉黑」。[79][44]

### 玩家行為
- 課金：源自於日文，指以現實中的金錢換取遊戲中的貨幣或虛擬商品的行為，亦即使用遊戲中的付費服務。在中國大陸也誤称“氪金”[44]。
- RMT（Real Money Trade），真錢交易。泛指使用真實世界的貨幣，在遊戲中與其他玩家交換遊戲裡的虛擬貨幣或裝備。
- 評論轟炸：指一大群玩家在某些具備使用者評論（英语：user review）系統的網站上針對特定遊戲留下負面評價，以造成打擊銷量或名聲的效果。原因可能是對遊戲本身不滿，或是甚至與該遊戲無關、單純是網路白目與脅迫性質。
- 遊戲成癮
- G團：G指的是遊戲貨幣，G團由G主帶頭組成，通常G主具有大量的遊戲貨幣。在團隊取得戰利品後，G主會以遊戲貨幣買下戰利品，而G主以外的玩家則得到G主的遊戲貨幣做為報酬。
- 包團：類似G團，但是G主在出團前預先支付所有費用，而不是等戰利品出現後再喊價。所有的戰利品由包團的金主獨得。
- 骰子團：以擲骰子比點數大小的方式來做為戰利品的分配依據。
- GL：Good luck的簡稱。在遊戲開始時，用來期勉在這場遊戲中有好運。
- HF：Have fun的簡稱。在遊戲開始前，用來期勉能有一場愉快的遊戲體驗。
- GG：Good Game的簡稱。在遊戲結束時、用來向對方表示剛才有了一場良好的遊戲體驗。後來引申指完蛋了、要輸了、沒救了、大勢已去的意思，帶有嘲笑意味[44]。
- WP：Well Played的簡稱。在遊戲結束時、用來稱讚對方玩的好。
- AFK：Away From Keyboard 的縮寫。指玩家離開鍵盤，不在座位上的狀態。
- BRB: Be right back的簡稱。指玩家將短時間離開遊戲，但是會馬上回來。
- TYFG: Thank you for group的簡稱。在遊戲打完副本後，感謝一起遊玩的隊友。
- BM: Bad Manners的簡稱。意指嘲諷、挑釁對手的行為。

## 其它
- 科乐美秘技：是科樂美公司的一個電視遊戲秘技，在多款科樂美遊戲中有出現。[80]也在非科樂美公司的遊戲中出現。[81]其輸入碼為：↑↑↓↓←→←→BA。
- 踢牙老奶奶：來自「台灣英寶格股份有限公司」（Atari Taiwan Limited）在2002年11月30日於台灣代理發行之電子角色扮演遊戲《絕冬城之夜》繁體中文版中的錯誤翻譯。後來被廣泛地借作為「錯誤的翻譯」、「差勁的翻譯」的同義語使用。類似的用法還有俸俸伲購美病、老頭滾動條，皆指錯誤翻譯。
- 急性光過敏症（Photosensitive epilepsy，亦稱光敏感性癲癇症，縮寫簡稱PSE）
- 老軟體：或稱孤兒軟體、已被廢棄的軟體，是指已經被被開發者或版權所有者忽略，因此不再進行銷售或提供技術支援的電腦軟體。
- 遺產計畫，原本最初是指將各種紙本書籍數位化後保存，後延伸為各種老軟體的公開募集與分享。但是對於分享仍在著作權保護期限的作品，可能導致侵權爭議。
- 復古遊戲：是發行於舊型個人電腦、遊戲機與街機的遊戲，或指採用懷舊遊戲元素的新遊戲。
- 遊戲機模擬器：是允許個人電腦或遊戲機跨平台模擬其他遊戲機的應用程式。
- 全價遊戲[82]（日語：[83]、英語：[82]）：指遊戲大作的標準定價[83]。這個價格隨時間而變化[84]，如第七世代遊戲機遊戲全價為60美元[84][85]。日本PC遊戲全價自PC-8800系列開始，長期為8800日元，類似概念還有2800日元以下的低價（日語：ロープライス）與介於全價和低價之間的中價（日語：ミドルプライスとい）[86]。